# 莨菪亭
莨菪亭（英語：Scopoletin）也称为7-羟基-6-甲氧基香豆素，是一种香豆素类化合物，存在于赛茛菪属（学名：Scopolia）植物的根部。